# Alas, poder y pasión
Alas, poder y pasión fue una telenovela argentina emitida por Canal 13 durante 1998. Protagonizada por Gustavo Bermúdez y Paola Krum. Coprotagonizada por Marisel Antonione, Leo Rosenwasser, Martín Seefeld, Ana Yovino y Lara Zimmermann. Antagonizada por la primera actriz Nacha Guevara. También, contó con las actuaciones especiales de Gastón Pauls y los primeros actores Hilda Bernard, Rodolfo Ranni, María Vaner y Lita Soriano. Y la participación estelar de Rubén Stella como actor invitado. Escrita por Marcia Cerretani y Enrique Sdrech.

## Argumento
La familia Esquivel es propietaria de Hermes, una empresa de aviación, de origen familiar. El propietario actual es Lucas Esquivel, cuya segunda esposa es Gala, una mujer sin escrúpulos y de oscuro pasado, y que tiene dos hijos de su primer matrimonio, Germán y Matías.
Al comienzo de la novela Lucas y Germán están distanciados desde hace 5 años, por las intrigas de Gala, mientras que Matías es un ejecutivo en la empresa familiar.
Águeda Freyre es socia de Lucas Esquivel en la sociedad. Águeda es escritora y reside en el extranjero, por lo que es representada en la empresa por su hermano Nicolás, padre de Cecilia y Carla, y casado con Magdalena, que sufre de agorafobia y está permanentemente recluida en su casa.
En los últimos tiempos Hermes está adquiriendo empresas de la competencia, por métodos poco claros, y Lucas empieza a investigar. El conflicto arranca cuando Cecilia, que es ejecutiva en Hermes y también la novia de Matías, viaja a Iguazú para ver cómo funciona una compañía que van a comprar. El piloto de ese vuelo es Germán, pero ese vuelo será saboteado y hacen un aterrizaje forzoso en la Selva de Misiones. Tras el accidente, Germán y Cecilia atravesaran la selva buscando ayuda para el resto del pasaje, y se enamorarán.
A la vuelta de la selva, Germán se ve involucrado a su pesar en una maraña de conspiraciones y asesinatos, que está a punto de acabar con su vida.
Junto con los conflictos derivados de la lucha con el poder, se descubren oscuros secretos de ambas familias, que tienen su origen en el pasado, y que de ser descubiertos, pueden afectar al futuro de todos los personajes.

## Reparto
- Gustavo Bermúdez - Germán Esquivel
- Paola Krum - Cecilia Freyre
- Rodolfo Ranni - Lucas Esquivel
- Gastón Pauls - Matías Esquivel
- Nacha Guevara - Gala Esquivel
- María Vaner - Magdalena de Freyre
- Leo Rosenwasser - Beto
- Martín Seefeld - Maximiliano Ponti/Axel Cantor
- Ana Yovino - Carla Freyre
- Lita Soriano - Serena
- Hilda Bernard - Águeda Freyre
- Rubén Stella - Nicolás Freyre
- Lautaro Delgado - Cato
- Marisel Antonione - Diana Montserrat
- Carolina Valverde - Juanita Esquivel
- Emilio Bardi - Venturini
- Coni Vera - Florencia
- Mónica Scapparone - Indira
- Héctor Malamud - Rafaelli
- David Masajnik - Javier
- Irene Almus - Blanca
- Cristina Fridman - Albina
- Mirta Wons - Marta
- Lara Zimmermann - Ana
- Yesica Cardozo - Rosie
- Marcela Ferradás - Aída
- Alfredo Vasco - Dyon
- Eugenia Tobal - Cristina

## Ficha técnica
- Autores: Marcia Cerretani – Enrique Sdrech (hijo)
- Dirección de Fotografía: Juan Carus
- Dirección de Arte: Miguel Paradiso - Julia Freid
- Vestuario: Jorge Barbagallo
- Musicalización: Iván Wyszogrod
- Sonido: Conrado Giardini
- Montaje: Fernando Rolón
- Asistentes de Dirección: Alejandro Niveyro – Claudio García
- Producción: Silvina Calleja - Daniel Álvarez
- Producción Ejecutiva: Pablo Culell
- Director: Martín Halac - Gustavo Cotta